# Tourisme aux Émirats arabes unis
Le tourisme aux Émirats arabes unis est un secteur économique important pour le pays. Constitué majoritairement d'immigrants, cet État fédéral attire de nombreux[Combien ?] touristes.

## Aspects économiques
Le tourisme aux Émirats arabes unis engendre plus d'activités financières dans les villes et des échanges commerciaux[pas clair].